# Rösterkopf

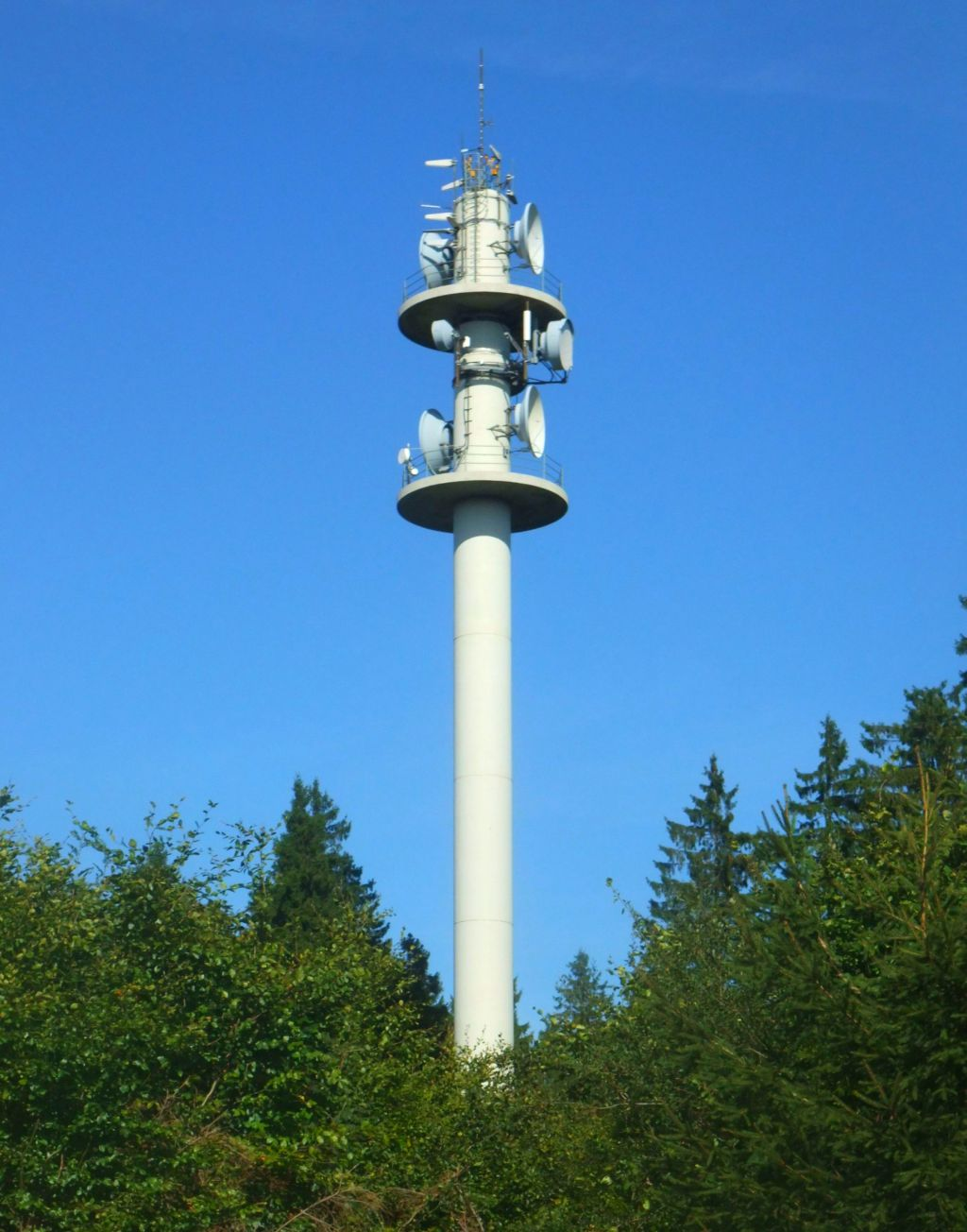
Fernmeldeturm Rösterkopf

Der Rösterkopf ist mit 708,1 m ü. NHN die höchste Erhebung des Osburger Hochwaldes im Hunsrück in Rheinland-Pfalz. Ein Nebengipfel des Rösterkopfes hat eine Höhe von 698,3 m ü. NHN.
Der Rösterkopf liegt an der Landesstraße 146 zwischen Holzerath und Reinsfeld auf der Gemarkung von Osburg.
Rund um den Rösterkopf entspringen der Entergraben, der Edriesbach, der Altwieser Bach, der Altweiherbach, der Klasährbach mit Nebengewässern, der Steinbach, die Ruwer, der Lehbach und der Ellersbach.
Auf dem Rösterkopf steht ein 58 m hoher Fernmeldeturm, auf dem sich eine Mobilfunkstation von Vodafone befindet. E-Plus betreibt auch dort einen Richtfunkknoten.
Nordwestlich des Rösterkopfes liegt das Naturwaldreservat Kampelstich.

## Rösterkopf-Rundwanderweg
Der ausgeschilderte Rösterkopf-Rundwanderweg (Kennzeichnung RR) hat eine Länge von 10,4 km und führt rund um den Rösterkopf und u. a. auch zum Forstort Ruwerspring (Quellgebiet der Ruwer) oder zum Knüppeldamm über den Weyrichsbruch.
Einstieg ist der Wanderparkplatz an der Kreisstraße 75, die von Kell am See zur Landesstraße 146 führt.